# Rytidostylis macrophylla
Rytidostylis macrophylla là một loài thực vật có hoa trong họ Cucurbitaceae. Loài này được (Standl. & Steyerm.) Dieterle miêu tả khoa học đầu tiên năm 1976.